# Dąbek (nazwisko)
Dąbek – polskie nazwisko. Według danych nosi je 9459 osób.

## Sławne odoby o tym nazwisku
- płk Stanisław Dąbek - dowódca obrony Kępy Oksywskiej w 1939 r.